# Vibeke Saugestad
Vibeke Saugestad (* 5. Februar 1976 in Genua, Italien) ist eine norwegische Musikerin aus Moss. Ihre musikalische Karriere begann sie in ihrer Heimatstadt in der Mädchenband Avslørte Bondepiker (Entschleierte Bauernmädchen). Mit 16 Jahren wurde sie Mitglied der Band Weld, die 1994 für das Album Natural Tools als beste Newcomerband einen Spellemannprisen erhielt. 
Sie kam auf die Titelseite der norwegischen Zeitschrift Beat und war überaus populär. In diesem Zeitraum hatte sie einen Werbevertrag mit Tine und war in Norwegen auf Plakaten, in Zeitschriften und im Fernsehen in einer Anzeigenkampagne zu sehen, die Prominente mit einem Milchbart darstellte.
1998 verließ Vibeke die Band Weld. In der Folgezeit studierte sie in Oslo an der Universität, spielte in den Bands Thelyblast und The Yum Yums und wirkte auf Studioalben von Anne Grete Preus und Poor Rich Ones mit. 2001 bekam sie einen Vertrag bei Sony, aus dem das Album Into The Shimmering (2001) hervorging. 2003 erschien bei Universal das Album Overdrive. 2001 erhielt sie den Kulturpreis der Kommune Moss.

## Diskografie
- Natural Tools (EMI, 1994) m/Weld
- Hello Walls (EMI, 1995) m/Weld
- Cloud 9 (Sony Music, 1998) m/Thelyblast
- Thinkerbell (Sony Music, 1999) m/Thinkerbell
- Into The Shimmering (Sony Music, 2001) m/Brainpool
- Overdrive (Universal Music, 2003)
- The World Famous Hat Trick (Sprettball/BAM, Norway, 2007)
- The World Famous Hat Trick (Pop Detective Records, USA, 2008), Re-mastered

| Personendaten    | Personendaten         |
| ---------------- | --------------------- |
| NAME             | Saugestad, Vibeke     |
| KURZBESCHREIBUNG | norwegische Musikerin |
| GEBURTSDATUM     | 5. Februar 1976       |
| GEBURTSORT       | Genua                 |